# Боднар Петро Миколайович
Петро Миколайович Боднар (28 серпня 1935, Гонтівка — 29 листопада 2017, Київ) — український науковець-ендокринолог, доктор медичних наук, професор. Заслужений діяч науки і техніки України, Лауреат премії НАН України ім. В. П. Комісаренка (2008) та НАМН України (2007), академік Академії наук вищої освіти України. Вперше в Україні застосував метод ентеросорбції, лазерної терапії, мультипробіотиків у хворих на цукровий діабет та його ускладненнях.

## Біографія
Петро Боднар народився 28 серпня 1935 року в с. Гонтівка на Вінниччині. Після закінчення школи у 1954 році вступив до лікувального факультету Вінницького медичного інституту імені М. І. Пирогова. У 1957 році Міністерством вищої та середньої спеціальної освіти СРСР був направлений до Китайської Народної Республіки для продовження навчання. Протягом першого року вивчав китайську мову на спеціальних курсах при Пекінському університеті, надалі навчання продовжувалось у Пекінському медичному університеті. У червні 1961 року П. М. Боднар успішно закінчив інститут і повернувся на батьківщину з дипломом за спеціальністю «лікувальна справа», глибоким і досконалим знанням китайської мови та основ китайської народної медицини.
Післядипломну освіту П. М. Боднар здобував у клінічній ординатурі та аспірантурі при кафедрі терапії № 1 Київського інституту удосконалення лікарів (1961—1965). Підготував кандидатську дисертацію за темою «Порівняльна характеристика методів терапії бронхіальної астми» і успішно захистив її у 1965 році на вченій раді у Київському інституті удосконалення лікарів. У дисертації йшлося про використання глюкокортикоїдів та голкорефлексотерапії в лікуванні бронхіальної астми.
Подальша наукова діяльність П. М. Боднара пов'язана з ендокринологією. Перші кроки в цьому напрямку були зроблені в клініці Науково-дослідного інституту ендокринології та обміну речовин МОЗ УРСР (нині — ДУ «Інститут ендокринології та обміну речовин ім. В. П. Комісаренка НАМН України»). Наукові дослідження цього періоду були присвячені патогенезу та лікуванню діабетичних ангіопатій (1965—1968). Дослідження порушень білкового обміну в патогенезі діабетичних ангіопатій були продовжені в Чернівецькому медичному інституті, де П. М. Боднар працював на посаді доцента кафедри факультетської терапії з курсом ендокринології (1968—1973). Підвищення кваліфікації з ендокринології П. М. Боднар проходив у Ленінграді (1969) та Москві (1982) на відповідних кафедрах інститутів удосконалення лікарів.
З 1973 року трудова діяльність П. М. Боднара тісно пов'язана з Київським медичним інститутом ім. О. О. Богомольця (нині Національний медичний університет). В 1974 році на вченій раді Харківського медичного інституту він успішно захистив докторську дисертацію за спеціальністю «ендокринологія» на тему «Роль порушень білкового обміну в патогенезі діабетичних ангіопатій».
В університеті П. М. Боднар очолив курс ендокринології кафедри госпітальної терапії № 2 (1973), а з 1978 р. — загальноуніверситетський курс ендокринології. У 1992 році він очолив кафедру факультетської терапії № 2 з курсом ендокринології, яка в 1994 році була реорганізована в кафедру ендокринології. Окрім того, П. М. Боднар організував кафедру народної та нетрадиційної медицини, брав участь в організації та став першим ректором медичного інституту Української асоціації народної медицини (1992), викладав основи фізіології ендокринної системи в Національному університеті «Києво-Могилянська академія».
Серед учителів, які допомогли становленню П. М. Боднара як науковця та клініциста, був професор І. М. Ганжа, академік А. С. Єфимов, професор А. П. Пелещук, один із патріархів української терапевтичної школи, який першим у Київському медичному інституті імені О. О. Богомольця оцінив важливість викладання ендокринології для студентів, організував відповідний курс при кафедрі госпітальної терапії № 2 та доручив його очолити проф. П. М. Боднару. Визначну роль у становленні П. М. Боднара як ученого-ендокринолога і університетського професора відіграли академік АМН СРСР В. Г. Баранов та визначний учений і організатор науки — академік НАН та НАМН України В. П. Комісаренко. По-справжньому здібності професора П. М. Боднара розкрилися з організацією кафедри ендокринології, що дійсно стала для нього рідною домівкою.
Визначною є роль професора П. М. Боднара в організації навчально-методичного забезпечення викладання ендокринології в Україні. Під його керівництвом головна (опорна) кафедра з ендокринології серед вищих медичних навчальних закладів України розробила кращі навчальні програми. У численних публікаціях, виступах на щорічних нарадах (семінарах) завідувачів кафедр (курсів) ендокринології були обґрунтовані методичні основи її викладання.
За участю професора П. М. Боднара видано 14 підручників, 10 з них — за його ініціативою та редакцією. З них, перший україномовний підручник «Ендокринологія» (За ред. проф. П. М. Боднара. — К.: Здоров'я, 2002. — 512 с.), російськомовний — «Эндокринология» (Под ред. проф. П. Н. Боднара. — Винница: Нова книга, 2007. — 344 с.), англомовний — «Endocrinology» (Ed. by Petro M. Bodnar. — Vinnitsya: Nova Knyha Publ., 2008. — 496 р.). У передмові президент Європейської асоціації з вивчення цукрового діабету професор Ебергардт Штандль привітав вихід англомовного українського підручника з ендокринології, підкреслив його важливе значення у поширенні знань з ендокринології. Особливим стало четверте видання україномовного підручника «Ендокринологія» (За ред. проф. П. М. Боднара. — Вінниця: Нова Книга, 2017. — 464 с.). У його підготовці взяли участь 26 співавторів, які представляють 6 вищих медичних навчальних заклади та 4 інститути НАМН України. Серед них 16 членів-кореспондентів НАН, НАМН, НАПН України, 15 заслужених діячів науки і техніки, лікарів, працівників освіти, 13 лауреатів Державної та іменних премій. Четверте видання україномовного підручника «Ендокринологія» вийшло з передмовою ректора Вінницького національного медичного університету ім. М. І. Пирогова академіка НАМН України В. М. Мороза. Окрім підручників, професор П. М. Боднар видав 26 навчальних посібників, опублікував понад 50 матеріалів навчально-методичного спрямування.
За роки роботи в Національному медичному університеті імені О. О. Богомольця П. М. Боднар сформувався як видатний учений-ендокринолог. Основними напрямками його наукової діяльності були вивчення патогенезу цукрового діабету та його хронічних ускладнень, неалкогольної жирової хвороби печінки. Він спільно зі співробітниками кафедри запропонував методи діагностики, обґрунтував застосування ентеросорбції та лазеротерапії в комплексному лікуванні цукрового діабету. Пріоритетними є дослідження метаболічного синдрому, автоімунної поліендокринопатії, токсичного зоба, гіпотиреозу, автоімунного тиреоїдиту, фармакотерапії та мультипробіотиків при ендокринних захворюваннях. Він опублікував близько 500 наукових праць, у тому числі 6 монографій, автор 13 винаходів.
Під керівництвом П. М. Боднара підготовлено 6 докторських та 20 кандидатських дисертацій, 4 аспіранти, кандидати медичних наук для Китаю, Сирії, Йорданії, Палестини та 5 клінічних ординаторів для Росії, Грузії, Туркменістану, Польщі, Кіпру і 2 магістри — для Китаю.
Як член Європейської асоціації з вивчення цукрового діабету, професор П. М. Боднар брав активну участь у роботі щорічних конгресів цієї організації: у Стокгольмі (1995), Брюсселі (1999), Єрусалимі (2000), Парижі (2003), Афінах (2005), Амстердамі (2007). Крім того, професор П. М. Боднар брав участь у роботі Європейської тиреоїдної асоціації, неодноразово представляв Україну на наукових конгресах у Німеччині, Австрії, Польщі, Угорщині, Чехії, Російській Федерації. Плідним було наукове відрядження до США (2005). Він також брав активну участь в організації та роботі всіх семи з'їздів ендокринологів України та численних наукових конференцій. Здійснив два відрядження до КНР (1987—1988; 1992).
За видатні наукові досягнення П. М. Боднар нагороджений премією НАН України ім. В. П. Комісаренка за серію наукових праць «Історія розвитку ендокринології в Україні» (2008) та підручник «Ендокринологія» (2007), премією АМН України в галузі клінічної медицини, почесними грамотами МОЗ України, знаком «Винахідник СРСР». У 2000 році йому присвоєно почесне звання «Заслужений діяч науки і техніки України». Він також нагороджений дипломами ВДНГ СРСР та ВДНГ УРСР.

Могила Петра Боднара, Байкове кладовище

У різні роки Петро Миколайович Боднар успішно поєднував наукову, педагогічну та громадську діяльність. За тривалий (майже 45-річний) термін роботи в Національному медичному університеті імені О. О. Богомольця він обіймав посаду заступника декана факультету, завжди брав участь у роботі громадських організацій. Він був членом правління Асоціації ендокринологів України, президентом Асоціації ендокринологів м. Києва, членом консультативної ради українсько-американського проекту з вивчення впливу наслідків аварії на ЧАЕС на стан щитоподібної залози. Плідною є його участь в роботі координаційної ради з питань цукрового діабету при МОЗ України. Понад 30 років проф. П. М. Боднар був головою щомісячних міських науково-практичних конференцій, що користувалися значною популярністю серед ендокринологів м. Києва. Протягом багатьох років він активно брав участь у роботі вчених рад університету та факультетів.
П. М. Боднар упродовж декількох років був членом експертної ради з клінічної медицини (терапія) ВАК України, членом різних спеціалізованих вчених рад терапевтичного профілю при НМУ імені О. О. Богомольця, членом редколегій провідних науково-медичних журналів: «Ендокринологія», «Проблеми ендокринної патології», «Клінічна ендокринологія та ендокринна хірургія», «Внутрішня медицина», «Міжнародний ендокринологічний журнал», «Акупунктура та електротерапія» (США).
Помер на 83-му році життя 29 листопада 2017 року. Похований у колумбарії Байкового кладовища разом із сином Андрієм (1967—1999).

## Відзнаки
П. М. Боднару присвоєно вчене звання професора кафедри ендокринології (1982), академіка АН вищої школи України (1994). Він удостоєний чотирьох нагород, медалі Ярослава Мудрого АН вищої школи, відзнаки «Відмінник охорони здоров'я», почесних грамот мера міста Києва та Міністра охорони здоров'я України, медалі Асоціації недержавних вищих навчальних закладів.

## Наукові інтереси
Галузь наукових інтересів: клінічна ендокринологія, а саме: вивчення цукрового діабету, захворювань щитоподібної залози, поліендокринопатій, метаболічного синдрому.